# Componenti di una locomotiva a vapore
Le immagini mostrano le principali componenti di una locomotiva a vapore.

## Generalità
È rappresentata una locomotiva di fantasia: le componenti raffigurate non sono necessariamente tutte presenti contemporaneamente nelle locomotive reali.
Per la descrizione dei singoli organi si vedano le voci specifiche.
Nel linguaggio dell'ingegneria ferroviaria la locomotiva a vapore è costituita da un veicolo motore denominato macchina, a cui ne è aggregato inscindibilmente un altro trainato, il tender, che è destinato a trasportare le scorte di combustibile (carbone, olio minerale, legna o altro) e di acqua. L'insieme della macchina e del tender costituisce la locomotiva. Se le scorte di combustibile e di acqua vengono invece sistemate sulla macchina stessa, essa assume la denominazione di locomotiva-tender (o locotender).
Elenco delle parti componenti.
1. Tender[Nota 2]: veicolo che trasporta l'acqua di alimentazione della caldaia e il combustibile per il forno (legna, carbone od olio minerale)[Nota 3].
2. Cabina: Compartimento per il macchinista e il fuochista, dal quale essi controllano e comandano la locomotiva e i veicoli che essa traina.
3. Fischio: Segnale acustico azionato dal vapore, utilizzato per comunicazioni col personale ferroviario a terra e sui treni e col pubblico.
4. Leva d'inversione: Leva che comanda gli organi della distribuzione per determinare il senso di marcia della locomotiva.
5. Valvola di sicurezza: Valvola che impedisce il superamento della pressione massima ammessa per la caldaia.
6. Turbogeneratore: piccola turbina a vapore che aziona un generatore elettrico che alimenta l'impianto elettrico della locomotiva.
7. Sabbiera: Contenitore con una valvola, azionata dal macchinista, che alimenta i tubi connessi ai lanciasabbia.
8. Leva del regolatore: Leva, azionata dal macchinista, che comanda l'apertura e la chiusura della valvola del regolatore (#.31) e permette di controllare l'alimentazione dei cilindri del motore.
9. Duomo: Recipiente che raccoglie il vapore generato dalla caldaia e, tramite il regolatore, lo invia al motore.
10. Pompa del freno: Compressore alternativo a stantuffo azionato da un piccolo motore a vapore che fornisce l'aria compressa che alimenta i freni.  Denominata anche "pompa Westinghouse" o "pompa Knorr" dopo l'introduzione dei rispettivi tipi costruttivi da parte di George Westinghouse e Georg Knorr.
11. Camera a fumo: Parte anteriore del corpo cilindrico contenente l'eiettore, i tubi di adduzione del vapore ai cilindri, la parte estrema anteriore del surriscaldatore e il soffiante. Chiusa da un coperchio a tenuta stagna, ha anche il compito d'impedire la fuoriuscita dal camino del carbone incombusto.
12. Tubo di alimentazione dei cilindri: Introduce il vapore proveniente dal regolatore nei cilindri.
13. Coperchio della camera a fumo: Garantisce la chiusura della camera a fumo impedendo l'immissione di aria che abbasserebbe la pressione nuocendo al tiraggio forzato.
14. Corrimano: Permette al personale di aggrapparsi mentre si muove lungo i praticabili.
15. Carrello posteriore: Sala su cui gravano le masse del focolare e della cabina.
16. Praticabile o "banchina": Passerella metallica che circonda il forno, il corpo cilindrico e la camera a fumo per agevolare l'ispezione e la manutenzione da parte del personale di macchina e d'officina.
17. Trave del telaio: Trave, generalmente d'acciaio, che con altre costituisce il telaio della macchina. Analogamente per il tender.
18. Ceppo del freno: Durante la frenatura viene serrato sul cerchione e genera l'attrito frenante.
19. Lanciasabbia: Deposita la sabbia tra il cerchione della sala e la superficie della rotaia per aumentare l'aderenza.
20. Biella accoppiata: parte del biellismo che collega due o più sale non azionate direttamente dal motore.
21. Meccanismo della distribuzione: Denominato anche "movimento della distribuzione". Sistema di bielle e di collegamenti che controlla il ciclo termodinamico del motore permettendo di determinare il senso di marcia, la potenza erogata e quindi la forza di trazione.
22. Biella motrice: Biella che collega lo stelo dello stantuffo al perno della manovella motrice, permettendo di trasformare il moto alternativo del motore nel moto rotatorio della sala motrice.
23. Stelo dello stantuffo: Connette lo stantuffo alla biella motrice. La parte opposta dello stantuffo è connessa a un "controstelo" che guida e sostiene lo stantuffo.
24. Pistone: Muovendosi avanti e indietro nel cilindro sotto l'azione del vapore genera il moto e lo trasmette al biellismo.
25. Distributore: Comandato dal biellismo, apre e chiude i canali di introduzione e di scarico del vapore nel cilindro motore.
26. Canali di introduzione e di scarico: Tubi che connettono il distributore al cilindro per immettere o estrarre il vapore.
27. Forno: Denominato anche "focolaio" o "focolare". Parte del generatore dove brucia il combustibile. Il calore, tramite il fumo, penetra nel fascio tubiero e trasforma l'acqua in vapore.
28. Fascio tubiero: Denominato anche "tubiera". Insieme di tubi che collega il forno con la camera a fumo. Il fumo, passando attraverso i tubi, trasmette il calore all'acqua e ne causa la vaporizzazione.
29. Corpo cilindrico: Parte centrale della caldaia, contenente l'acqua e il fascio tubiero. In esso l'acqua passa allo stato di vapore.
30. Elementi del surriscaldatore: Tubi facenti parte del surriscaldatore. Nel tipo raffigurato sono inseriti nei tubi del fascio tubiero. Sono percorsi dal vapore saturo proveniente dal regolatore e lo trasformano in vapore surriscaldato.
31. Regolatore: valvola, comandata dal macchinista, che gradua l'afflusso del vapore ai cilindri.
32. Collettore del surriscaldatore: Coppia di collettori che ricevono il vapore saturo dal regolatore, l'introducono negli elementi del surriscaldatore e inviano il vapore surriscaldato ai cilindri.
33. Camino: Denominato anche "fumaiolo". Tubo costituito da due tronchi di cono contrapposti e inserito nella parte superiore della camera a fumo. Scarica nell'atmosfera il vapore e il fumo. È dotato di una griglia o rete parascintille che impedisce alle particelle di carbone ancora accese di fuoriuscire all'esterno.
34. Fanale: Insieme ai fanali posti sulle traverse anteriore e posteriore segnala la testa e la coda del treno.
35. Accoppiatore del freno: Tubo connesso alla condotta del freno. L'aria compressa o la depressione presenti nella condotta, generate dalla pompa del freno, agiscono sui distributori del freno dei veicoli che costituiscono il treno.
36. Cassa dell'acqua: Serbatoio dell'acqua destinata a essere introdotta nella caldaia e trasformata in vapore. L'acqua viene introdotta nella cassa da una "bocca di presa" collocata nella parte superiore del tender.
37. Cassa del carbone: Contenitore del carbone o di altro combustibile solido (legna o altro) destinato a bruciare nel forno. Nelle locomotive con forno alimentato con olio minerale può essere sostituito da un serbatoio. Il combustibile viene introdotto nel forno a mano (dal fuochista) o con un caricatore meccanico.
38. Griglia: Insieme di profilati metallici ("barrotti") su cui viene poggiato il combustibile da bruciare. I barrotti sono distanziati fra loro per premettere alla cenere di cadere nel ceneratoio e all'aria di entrare nel forno e mantenere acceso il fuoco.
39. Ceneratoio: Contenitore, posto sotto la griglia, che raccoglie la cenere impedendole di cadere sul binario, con rischio d'incendio delle traverse. Dotato di portelle apribili attraverso cui l'aria penetra dal ceneratoio nel forno e mantiene la combustione.
40. Boccola: Contiene il fusello, il cuscinetto e il relativo lubrificante. Trasmette la forza di trazione dalle ruote al telaio e il peso[Nota 4] della macchina ai fuselli.
41. Bilanciere: Parte del sistema delle sospensioni della locomotiva. Consente la ripartizione delle forze generate dalla parte sospesa e l'adeguamento alle irregolarità planimetriche e altimetriche della via di corsa.
42. Balestra: Parte del sistema delle sospensioni della locomotiva. Connessa al telaio principale e a quello dei carrelli, distribuisce il peso della macchina sulle ruote.
43. Ruota motrice: Ruota della sala montata azionata dalle bielle. In genere a razze, è dotata di un contrappeso destinato a equilibrare le forze impresse dalla manovella.
44. Pendino: Parte del collegamento fra il bilanciere e la boccola. Contribuisce allo scarico del peso della macchina sulle ruote.
45. Eiettore: Parte del motore che espelle il vapore dai cilindri e lo proietta verso il camino. La depressione genera il tiraggio forzato.
46. Carrello di guida: Telaio comprendente una o più sale, incernierato al telaio principale della macchina. Agevola l'inscrizione nelle curve.
47. Gancio di trazione: Collocato sulla traversa anteriore e su quella posteriore della macchina. Costituisce il collegamento della locomotiva col treno. Nelle locomotive europee è coadiuvato dai respingenti.

### Riferimenti
1. ↑  Robert, p. 394.